# St. Pius X. (Wuppertal)

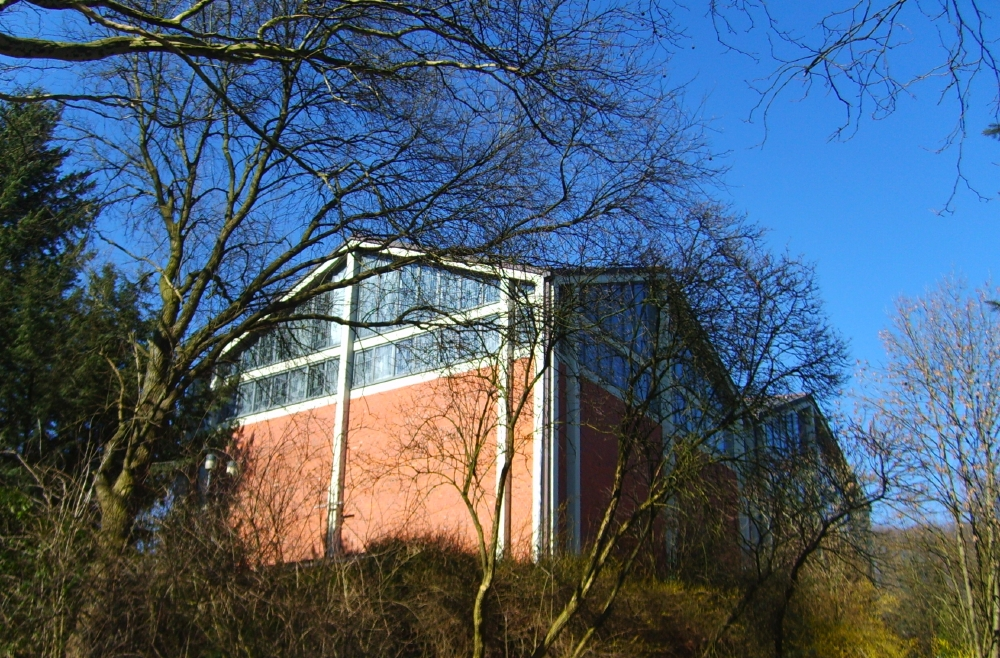
Sankt Pius X.

Die Kirche Sankt Pius X. im Wuppertaler Stadtteil Barmen ist eine katholische Kirche der 1960er Jahre.

## Geschichte
Bereits nach dem Ende des Ersten Weltkriegs wurden Pläne zur Gründung einer eigenen Gemeinde im Norden des Gebiets der Pfarrei der Barmer Herz-Jesu-Kirche angestellt. Ein Kirchbauverein sammelte Geld zum Bau einer neuen Kirche, das durch die Inflation der 1920er Jahre jedoch verfiel. Eine zweite Spendensammlung ab den 1930er Jahren verlor ihren Wert durch die Währungsreform 1948. Ein dritter Anlauf nach dem Zweiten Weltkrieg führte schließlich zum Bau der Kirche, die nach 1958 begonnener Planung durch Rudolf Schwarz und seinen Mitarbeiter Kurt Faber in den Jahren 1960–1964 errichtet und dem 1954 heiliggesprochenen Papst Pius X. als Filialkirche von Herz Jesu geweiht wurde.
Heute ist die Gemeinde St. Pius X. eine von drei Gemeinden des Pfarrverbands Barmen Nord-Ost. Im Jahr 2001 wurde das Gebäude unter Denkmalschutz gestellt.

## Kirchbau
Der rechteckige Bau auf dem Grundriss zweier aneinandergesetzter Quadrate liegt auf einer kleinen Anhöhe vor einem Friedhof. Der Bau wird von einem Stahlbetonskelett getragen, die Wände sind mit roten Ziegelsteinen gemauert. Ein Satteldach aus Stahlbeton wird von zwei quer verlaufenden Satteldächern gequert, wodurch sechs gleich geformte, verglaste Dreiecksgiebel den Bau nach oben abschließen. Darunter befindet sich in umlaufendes Fensterband, weitere Fenster hat der schlichte Bau nicht. Der Eingang befindet sich an der südlichen Schmalseite des Gebäudes, der Altar der Kirche liegt (wie sonst meist bei evangelischen Kirchen Wuppertals) im Norden. Ein einfacher offener Glockenturm befindet sich frei stehend im Garten um die Kirche.

## Orgel
Die Orgel wurde im Jahr 1978 von der Werkstatt Siegfried Sauer aus Höxter erbaut. Das Instrument hat 24 Register, die auf drei Manualwerke und Pedal verteilt sind. Der Spieltisch verfügt jedoch nur über zwei Manuale. Für das Instrument wurden Teile einer ursprünglich einmanualigen Orgel der Werkstatt Philipp Furtwängler & Söhne aus dem Jahr 1850 verwendet, die 1964 in die diese Kirche kam. Schleif- und Kegelladen werden über elektrische Trakturen gesteuert. Folgende Disposition wurde 1978 bei der Errichtung angelegt:
| I Hauptwerk C–g3 |                |   |
| Prinzipal        | 8′             | H |
| Rohrflöte        | 8′             | H |
| Oktave           | 4′             | H |
| Gemshorn         | 4′             |   |
| Waldflöte        | 2′             |   |
| Sesquialter II   | 2 ⁄3′ + 1 3⁄5′ | H |
| Mixtur V         | 1 ⁄3′          | H |
| Trompete         | 8′             |   |
| Tremulant        |                |   |

| I Rückpositiv C–g3  |       |
| Pommer              | 8′    |
| Koppelflöte         | 4′    |
| Schwiegel           | 2′    |
| Septsalicet (ab g°) | 1 ⁄7′ |
| Scharfoktave        | 1′    |

| II Brustschwellwerk C–g3 |       |   |
| Gedackt                  | 8′    | H |
| Querflöte                | 4′    | H |
| Prinzipal                | 2′    |   |
| Quinte                   | 1 ⁄3′ |   |
| Zymbel III               | 1⁄2′  |   |
| Hautbois                 | 8′    |   |
| Tremulant                |       |   |

| Pedalwerk C–f1 |         |   |
| Subbaß         | 16′     | H |
| Oktavbaß       | 8′      |   |
| Gedecktbaß     | 8′      |   |
| Piffaro II     | 4′ + 2′ | H |
| Fagott         | 16′     |   |

- Koppeln:
  - Normalkoppeln: II/I, I/P, II/P
  - Suboktavkoppeln: II/I
  - Werktrenner RP/I

Anmerkungen
1. ↑  ab g2 tritt ein 1 1⁄3′-Chor hinzu

H = Diese Register stammen aus der Mitte des 19. Jahrhunderts.